# Franz Jonas
Franz Josef Jonas ( [fʀanʦ ˈjoːnas] ?; født 4. oktober 1899 i Wien, død 24. april 1974 i Wien) var østrigsk socialdemokratisk politiker og fra 1965 til 1974 Østrigs forbundspræsident.
Jonas var typograf. Han var i 1930'erne aktiv i den socialdemokratiske bevægelse i Østrig. Det førte i 1935 til, at han blev fængslet som mange andre som senere forbundskansler Bruno Kreisky. I den såkaldte socialistproces i 1936 blev han frikendt for højforræderi efter at have siddet i fængsel i 14 måneder.
Efter 2. verdenskrig gik han ind i kommunalpolitik og var han borgmester i Wien 1951 – 1965. Og fra 1953 til 1965 tillige medlem af Nationalrådet (det østrigske parlaments direkte valgte kammer).
I 1965 blev han valgt til forbundspræsident. Han beklædte embedet til sin død i 1974.
Franz Jonas talte esperanto.
1. ↑  Navnet er anført på engelsk og stammer fra Wikidata hvor navnet endnu ikke findes på dansk.
2. ↑  Navnet er anført på engelsk og stammer fra Wikidata hvor navnet endnu ikke findes på dansk.